# アマナ属
アマナ属（アマナぞく、学名：Amana 、漢字表記：甘菜属）はユリ科の属の1つ。

## 特徴
多年草。地下にある鱗茎は肉質の鱗片からなり、薄皮はない。根出葉は線形で、2個ある。花は、細く直立する花茎の先端に1個につき、花茎の上部にふつう2-3個の苞がある。花被片は6個あり、上向きまたは横向きに咲き、腺体はなく、花被片は花後に落ちる。雄蕊は6個あり、花被片より短い。子房は上位。果実は蒴果で、やや球状か長楕円形になる。
従来、チューリップ属 Tulipa に入れられてきたが、花の大小、葉の形態、花茎の苞の有無、花粉の形態の違いから、別属とされる。東アジアに4種あり、日本には2種ある。

## 種

### 日本の種
- アマナ Amana edulis (Miq.) Honda - 日本では、本州の福島県以南、石川県以西、四国、九州、奄美大島に分布する。国外では、朝鮮、中国東北部に分布する[1]。
  - ヤエノアマナ Amana edulis (Miq.) Honda f. duplexa Yashiro, Ichihara et Iwase
- ヒロハノアマナ Amana erythronioides (Baker) D.Y.Tan et D.Y.Hong -（シノニム: Amana latifolia (Makino) Honda ）- 日本固有種。本州の関東地方から近畿地方、四国に分布する[1]。日本の環境省レッドリストの絶滅危惧II類(VU)。

### 日本国外の種
- Amana anhuiensis (X.S.Shen) ined. -（シノニム: Tulipa anhuiensis X.S.Shen）- 中国安徽省に分布
- Amana kuocangshanica D.Y.Tan & D.Y.Hong - 中国浙江省に分布

## ギャラリー
- Amana edulis
アマナ
- Amana erythronioides
ヒロハノアマナ